# Comitê Nacional Democrata
O Comitê Nacional Democrata (em inglês: Democratic National Committee, DNC) é o órgão oficial do Partido Democrata dos Estados Unidos. O comitê coordena a estratégia para apoiar candidatos do partido em todo o país para cargos locais, estaduais e nacionais. Organiza a Convenção Nacional Democrata realizada a cada quatro anos para nomear e confirmar um candidato a presidente e para formular a plataforma do partido. Embora ofereça apoio aos candidatos do partido, não tem autoridade direta sobre os funcionários eleitos.
O DNC é composto pelos presidentes e vice-presidentes de cada comissão do Partido Democrata de cada estado e mais de 200 membros eleitos pelos Democratas nos 50 estados e territórios. Seu presidente é eleito pela comissão. Ele realiza levantamentos de fundos para apoiar suas atividades. O DNC foi estabelecido na Convenção Nacional Democrata de 1848.